# Окада, Мокити
Мокити Окада (яп. 岡田茂吉, 23 декабря 1882, Токио, Япония — 10 февраля 1955) — основатель Церкви всемирного мессианства, известный там как Мэйсю-сама (яп. 明主様 мэйсю: сама, «Повелитель света»). Также основатель дзёрэй, паранормального исцеления души с помощью Божественного Света.

## Биография

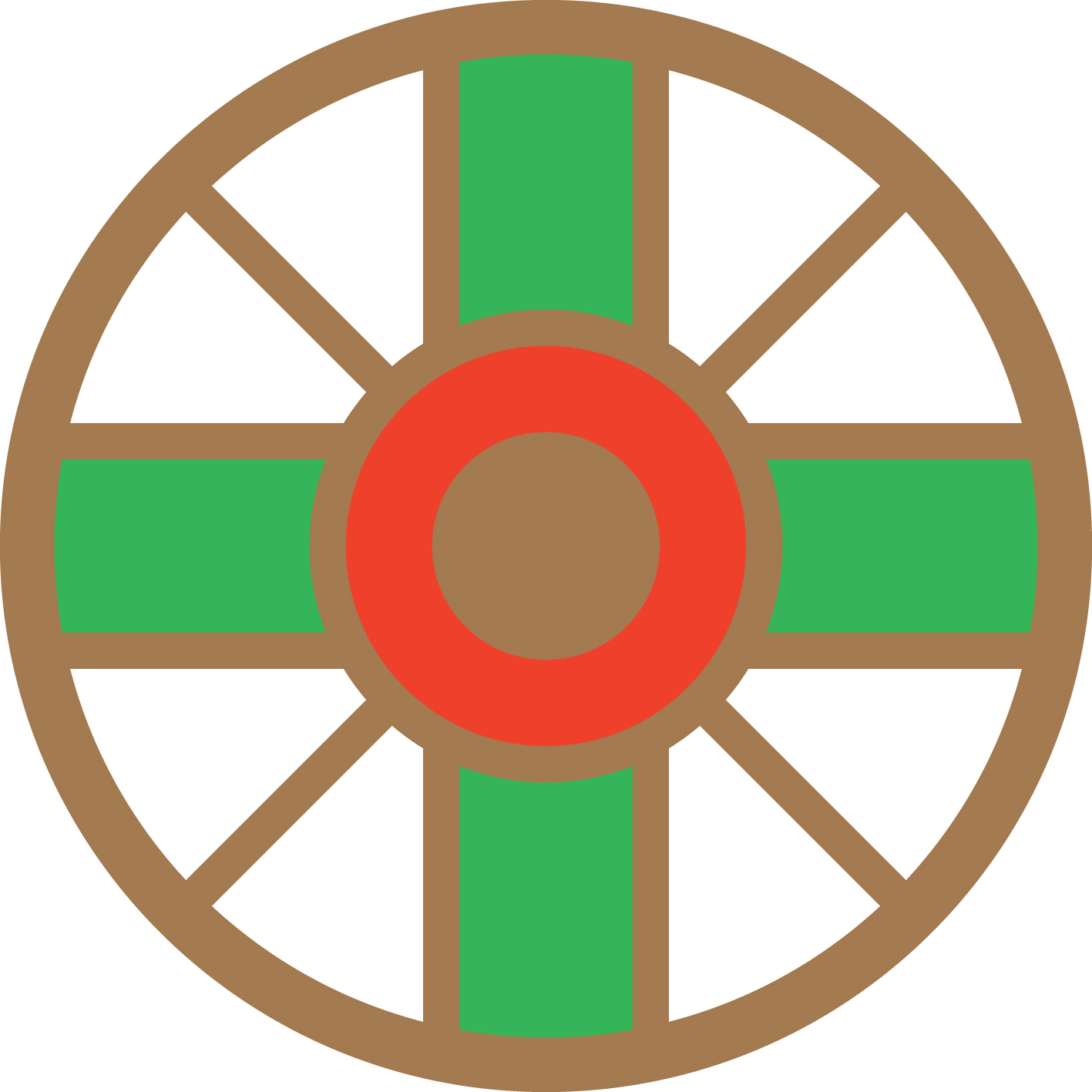
Эмблема Церкви всемирного мессианства

Мокити Окада родился 23 декабря 1882 года в бедной семье в районе Асакуса, Токио.
В возрасте пяти лет его приняли в Токийскую школу изящных искусств. Но вскоре ему пришлось бросить школу, из-за серьёзных проблем со здоровьем.
В 1907 году Окада разбогател на собственном ювелирном бизнесе. В 1919 году умирает его жена, также его бизнес сильно пострадал из-за Первой Мировой Войны и землетрясения в Канто. С 1920 года Окада был последователем молодой японской религии Оомото. Но затем в 1925—1926 годах, по его словам, ему пришло откровение от Бога. 1 января 1935 года Окада основал Церковь всемирного мессианства, а также распространял дзёрэй. Затем он открыл реабилитационный центр, сосредоточенный на дзёрэй, но он был закрыт в 1936 году за нарушение законов о врачебной практике. Также в 1936 году Окада придумал систему земледелия, названную им Nature Farming (с англ. — «Природное земледелие»).
В последние годы своей жизни Окада продвигал строительство трёх «прототипов Земного Рая», в Хаконе, Атами и Киото. Эти «прототипы» — это храмы, музеи и сады, предназначенные для демонстрации произведений искусства, отражающие идеи Окады о том, что искусство должно быть общим для всех.
Мокити Окада умер 10 февраля 1955 года в возрасте 73 лет.
Вдохновившись деятельностью Окады, в июне 1972 года была основана школа Сангэцу (яп. 山月). Также в 1980 году была основана Ассоциация Мокити Окады (MOA). MOA приобрела статус юридического лица как посредническая корпорация с ограниченной ответственностью в 2005 году, а затем переведена в одну из главных корпораций в 2009 году, официально под названием MOA International Corporation.
После смерти Окады появилось ответвление Nature Farming, Сэкай-кюсэй-кё («природное земледелие Кюсэй»).
Большая часть коллекции картин Окады находится в музее MOA Museum of Art в городе Атами.